# Yuu Watase
Yū watase (en japonès, 渡瀬 悠宇, Watase Yuu; Osaka, 5 de març de 1970) és una persona no-binària del Japó i dibuixant de manga. Va debutar l'any 1989 amb 18 anys amb l'obra Pajama de Ojama (Intromissió en pijama), publicada a la revista Shōjo Comic, i de llavors ençà ha publicat més de 50 volums entre one-shots i sèries manga. Una de les seves obres més populars és Fushigi Yûgi. El 1998, Watase va guanyar els 43ns Premis Manga de Shogakukan en la categoria shōjo gràcies a Ayashi no Ceres. El 2008, va començar a publicar el seu primer manga adreçat a nois (shonen) amb Arata Kangatari.
El 2019, Watase va anunciar que era X-gènere, una identitat de gènere japonesa no-binària. Després de l'anunci, un editor del segell Shojo Beat de Viz Media va aclarir que en anglès prefereix que se la tracti en femení (pronoms she/her).

## Obra

### Yū Watase Flower Còmics
- Fushigi Yûgi – 18 vols.
- Fushigi Yûgi Genbu Kaiden – 12 vols. (en publicació)
- Fushigi Yûgi: Byakko Ibun – (one-shot)
- Fushigi Yûgi: Byakko Senki – (en publicació)
- Shishunki Miman Okotowari – 3 vols.
- Zoku Shishunki Miman Okotowari – 3 vols.
- Shishunki Miman Okotawari Kanketsu Hen – 1 vol.
- Epotoransu! Mai – 2 vols.
- Ayashi no Ceres – 14 vols.
- Appare Jipangu! – 3 vols.
- Imadoki! – 5 vols.
- Alice 19th – 7 vols.
- Zettai Kareshi – 6 vols.
- Sakura Gari – 3 vols.

### Shounen Sunday Comics
- Arata Kangatari – 24 vols.

### Col·lecció d'obres de Yū Watase
1. Gomen Asobase!
2. Magical
3. Otenami Haiken!
4. Suna no Tiara
5. Mint de Kiss Me

### Col·lecció Yuutopia
1. Oishii Study
2. Musubiya Nanako

### Millors seleccions de Yuu Watase
1. Sunde ni Touch
2. Perfect Lovers

### Flower Comics Deluxe, Kanzenban, Shogakukan Bunko

#### Bunko Ban
- Fushigi Yūgi Bunko – 10 vols.
- Ayashi no Ceres Bunko – 7 vols.
- Alice 19th Bunko – 4 vols.
- Zettai Kareshi Bunko – 3 vols.
- Imadoki! Bunko – 3 vols.
- Shishunki Miman Okotowari Bunko – 3 vols.

#### Kanzenban
- Fushigi Yūgi Kanzenban – 9 vols.

#### Flower Comics Deluxe
1. Shishunki Miman Okotowari
2. Shishunki Miman Okotowari/Zoku Shishunki Miman Okotowari
3. Zoku Shishunki Miman Okotowari
4. Pajama de Ojama
5. Mint de Kiss Me
6. Epotoransu! Mai

### Artbooks
- Watase Yuu Illustration Collection Fushigi Yūgi
- Watase Yuu Illustration Collection - Part 2 Fushigi Yūgi Animation World
- "Ayashi no Ceres" Illustration Collection Tsumugi Uta ~Amatsu Sora Naru Hito o Kofutote~
- Yuu Watase Post Card Book I
- Yuu Watase Post Card Book II

### Novel·les
- Shishunki Miman Okotowari – 4 vols.
- Fushigi Yūgi – 18 vols.
- Ayashi no Ceres – 6 vols.
- Fushigi Yugi: Genbu Kaiden – 1 Vol.
- Zettai Kareshi – 1 Vol.
- Masei Kishin Den (Illustration)
- Yada ze! (Illustration)
- Piratica (Illustration)